# 暹越戰爭
暹越戰爭，或稱越暹戰爭、泰越戰爭、越泰戰爭，指的是18世紀至19世紀期間暹羅（今泰國）與越南之間爆發的一系列戰爭。雖然暹越戰爭不如暹緬戰爭那樣頻繁，但對印度支那的歷史產生重要的影響，因為在這些戰爭中，印度支那的另兩個國家（柬埔寨、寮國）經常被牽涉其中。

## 歷次暹越戰爭
- 暹越戰爭 (1717年–1718年)，暹羅與越南同時介入柬埔寨王位繼承糾紛，後來暹羅入侵越南河僊鎮
- 暹越戰爭 (1769年–1773年)，暹羅與越南同時介入柬埔寨王位繼承糾紛，後來暹羅入侵越南河僊鎮
- 暹越戰爭 (1785年)，即瀝涔吹蔑之戰
- 柬埔寨之亂 (1811年–1812年)，暹羅與越南同時介入柬埔寨內戰
- 昭阿努之亂，越南試圖支持寮國的昭阿努對抗暹羅，但失敗
- 暹越戰爭 (1831年–1834年)，暹羅入侵柬埔寨，並支持越南南圻的黎文𠐤之亂
- 暹越戰爭 (1841年–1845年)，暹羅成功支持柬埔寨復國
- 法暹戰爭，越南作為法國的保護國參戰